# Алеутски острови
Алеутските острови (на английски: Aleutian Islands) е архипелаг в северната акватория на Тихия океан, съставна част на американския щат Аляска. Архипелагът се състои от 14 големи и 64 по-малки острова и множество скали, простиращи се като огромна дъга с дължина 1740 km от 163°30′ з.д. на изток до 172°20′ и.д. на запад и заграждащи от юг Берингово море. Обща площ 17 666 km². Островите се явяват продължение на северноамериканския полуостров Аляска.

## Деление
Целият Алеутски архипелаг се поделя на 4 големи групи:
- Близки острови – състоят се от 5 острова (най-големи Ату и Агату), площ 1144 km², максимална височина 953 m;
- Плъхови острови – състоят се от 13 острова (най-големи Киска, Амчитка, Седемсопочен), площ 935 km², максимална височина 1221 m;
- Андреяновски острови – състоят се от 46 острова (най-големи Атка, Адак, Танага, Канага, Сигуам), площ 4270 km², максимална височина 1806 m. Към тази група принадлежи и групата на Четирисопочните острови;
- Лисичи острови – състоят се от 14 острова (най-големи Унимак, Уналаска, Умнак), площ 11 317 km², максимална височина 2857 m;

## Географска характеристика
Алеутските острови се явяват върхове на подводен хребет, издигащ се от дъното на Алеутската падина на Тихия океан на повече от 10 000 m (в т.ч. подводните части). Повечето от островите представляват вулкански конуси, често покрити със сняг. Най-високият вулкан е Шишалдин (2857 m), издигащ се на остров Унимак. Общо на островите има 25 действащи вулкана, много от които са изригвали през 20-ти век. На по-големите острови има участъци с малки низини и удобни заливи.
Климатът е субарктичен, океански. Зимата е топла, влажна, с обилни снеговалежи и чести затопляния. Средната температура на най-студения месец (февруари) е -1,4°С. Лятото е прохладно, с чести мъгли. Средната температура на най-топлия месец (август) е 11,9°С. Годишната сума на валежите е около 1500 mm, с максимум през есента, когато често явление са щормовите ветрове.
Растителността е представена от субарктични разнотревисти ливади. На отделни места се срещат горички от върби. На височина около 100 m ливадите преминават в пояса на хвойните, а още по-нагоре се сменят с райони без никаква растителност. Почвите са субполярни, глеево-торфени и планинско-тундрови.

## Население, поминък
До откриването на Алеутските острови от европейците, водите около тях са изобилствали от морски бозайници. Сега голяма част от тях (полярна лисица, морска видра, морска крава, морски слонове) са почти изтребени. Към началото на 21.век крайбрежните води обитават моржове, тюлени, треска, палтус, селда, а по крайбрежните скали гнездят прелетни и морски птици. През 2000 г. общото население на островите е наброявало 8162 души, заето предимно с морски лов и риболов. Има военноморски и военновъздушни бази. Главно селище и голяма военноморска база е Дъч Харбър на о. Уналаска.

## Историческа справка
Алеутските острови са открити в средата на 18-ти век от руските мореплаватели Михаил Неводчиков (1745), Степан Глотов (1759 – 62), Андреян Толстих (1760 – 64), а в тяхното изследване и топографско картиране участват експедициите на Пьотър Креницин и Михаил Левашов (1768 – 69), Ото Коцебу (1815 – 18), Фьодор Литке (1826 – 29). До 1867 г. Алеутските острови са принадлежали на Руската империя, а след това заедно с Аляска са продадени на САЩ.

## В културата
Героите от разказа на американския писател Джек Лондон "Северна одисея" Наас и Унга са алеути, туземци от остров Унимак и част от действието се развива там.